# Portrait of Hell
Portrait of Hell (地獄変 Jigoku-hen?) es una película jidaigeki (drama de época) japonesa de 1969 dirigida por Shirō Toyoda y protagonizada por Tatsuya Nakadai y Kinnosuke Nakamura. Se basa en el cuento de 1918 Hell Screen de Ryūnosuke Akutagawa.

## Sinopsis
La historia, ambientada en la era Heian, representa el conflicto entre el pintor coreano Yoshihide (Tatsuya Nakadai) y su patrón japonés, el cruel y egoísta daimyo Hosokawa (Kinnosuke Nakamura).
Horikawa exige que Yoshihide decore las paredes de su nuevo templo con una imagen de Buda, pero Yoshihide se niega, insistiendo en que no puede pintar lo que no ve. En el reino de Hosokawa, Yoshihide no puede ver nada más que el sufrimiento de los campesinos. Crea varias imágenes espantosas que parecen tener algún tipo de poder mágico (por ejemplo, una pintura de un hombre muerto por los soldados de Hosokawa al principio de la película desprende el hedor de un cadáver podrido.) Todos estos horrorizan a Horikawa, y él exige que las pinturas sean destruidas.
En última instancia, Yoshihide pide que se le permita representar el infierno en una pantalla para la pared del templo, y Horikawa está de acuerdo. Yoshihide solo pide que pinte un elemento en el centro de su pintura: un carro ardiente con Horikawa en él. Hosokawa está de acuerdo con esto, pero para proporcionar un modelo para la escena, tiene a la hija de Yoshihide, Yoshika (Yoko Naito), encadenada en el carro. Yoshihide mira con horror mientras su hija es quemada viva, antes de continuar pintando su obra maestra.
Antes de que se publique la pintura completada, Yoshihide se cuelga. Cuando Hosokawa mira la pantalla, se horroriza al verse retratado en el infierno. El clímax de la película es ligeramente vago, pero el público es llevado a creer que Horikawa queda atrapado en su propio infierno privado a través del poder del retrato.

## Reparto
- Yoko Naito como Yoshika.
- Tatsuya Nakadai como Yoshihide.
- Kinnosuke Nakamura como Hosokawa.[6]